# Antonov An-24

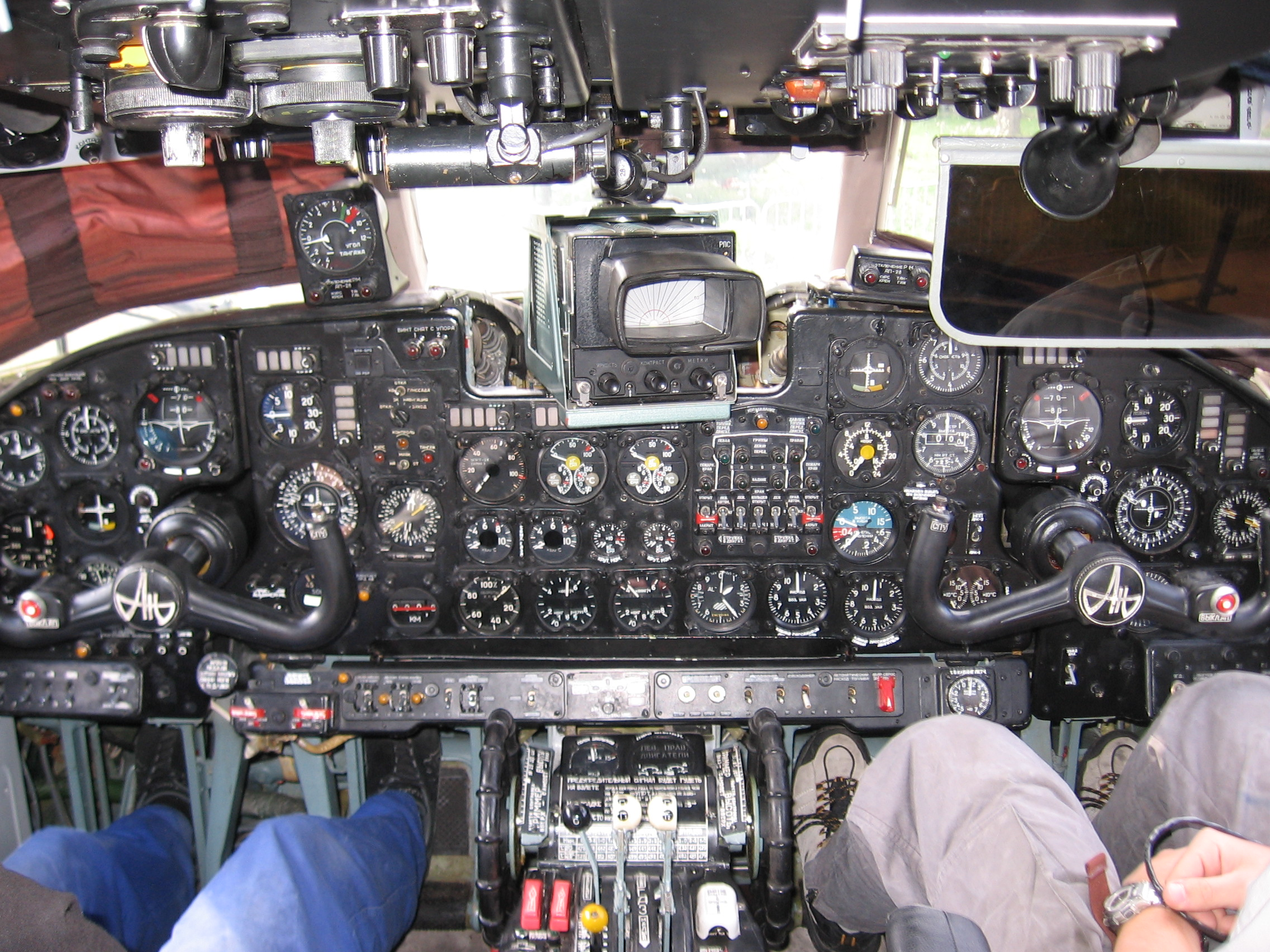
Cockpit.

L'Antonov An-24 (in cirillico Антонов Ан-24, nome in codice NATO Coke) è un bimotore turboelica da trasporto ad ala alta progettato dall'OKB 153 diretto da Oleg Konstantinovič Antonov e sviluppato in Unione Sovietica negli anni sessanta.
Impiegato negli anni successivi sia come velivolo civile, principalmente dalla compagnia aerea nazionale Aeroflot, che dalla Sovetskie Voenno-vozdušnye sily (VVS), l'Aeronautica militare dell'Unione Sovietica, all'agosto 2006 ne rimanevano 448 esemplari in servizio operativo, soprattutto presso i paesi dell'ex blocco sovietico ed in Africa.

## Storia del progetto
L'An-24 venne progettato alla fine degli anni cinquanta per sostituire nel servizio operativo l'ormai superato bimotore Ilyushin Il-14, ancora dotato di motori a pistoni, sulle rotte a breve e medio raggio. Per la sua realizzazione si tenne conto della possibilità di operare da piste semipreparate situate nelle remote località del territorio sovietico.
A questo scopo venne adottata un'ala posizionata alta, così come i motori abbinati ad eliche quadripala alloggiati nelle gondole alari, per proteggere questi elementi dai detriti in fase di atterraggio e decollo. Inoltre era dotato di un favorevole rapporto potenza-peso, superiore a velivoli della stessa categoria, e da una struttura volutamente robusta per non richiedere sofisticate apparecchiature per la manutenzione a terra.
La realizzazione del prototipo e la principale linea di produzione vennero assegnate agli stabilimenti statali di Svyatoshyn, nei pressi di Kiev, che ne realizzarono 985 esemplari, più altri 180 costruiti ad Ulan-Udė, nella Russia orientale. Un'ulteriore linea di produzione venne approntata ad Irkutsk, incaricata della produzione di 197 esemplari versione cargo. La produzione venne interrotta nel 1978.
L'azienda aeronautica cinese Xi'an Aircraft Industrial Corporation realizzò negli anni ottanta una versione locale dell'An-24RV che introdusse sul mercato ridenominandolo Yunshuji Y-7, prodotto in 70 esemplari nel periodo 1984-2000. Attualmente è ancora in produzione una versione aggiornata, la Xi'an MA-60, dotata di avionica e motorizzazione statunitense.

## Varianti e versioni

### An-24
- An-24A
- An-24A - seconda variante di serie del 1962-1963 con classe economica per 44 passeggeri; prodotta in 200 esemplari.
- An-24AT - versione militare per il trasporto dell'An-24A con propulsore TV2-117DS (in russo: ТВ2-117ДC)[5], prodotta nel 1962.
- An-24AT-RD - versione dell'An-24AT con turboreattori R-27F-300 (in russo: Р-27Ф-300), prodotta nel 1966.
- An-24AT-U - versione dell'An-24AT con distanza di decollo ridotta grazie ad un acceleratore sperimentale a polvere PRD-63 (in russo: ПРД-63).

### An-24B
- An-24B - terza variante di serie del 1964, prodotta in 400 esemplari con peso massimo al decollo di 21 000 kg e con classe economica per 48-52 passeggeri.
- An-24V - modello da esportazione dell'An-24B per Libano, Romania e Mongolia.
- An-24D - prototipo sperimentale dell'An-24B allungato di 2,8 metri con 60 posti per i passeggeri, sviluppato nel 1967.
- An-24LP (in russo: Ан-24ЛП - лесопожарный) - modello di An-24B per la Protezione Civile e per i Vigili del Fuoco del 1971.
- An-24LR "Toros" - modello scientifico per il controllo e la fotografazione dei ghiacci.
- An-24PS/PRT - due modelli in serie limitata sulla base dell'An-24T per la Protezione Civile.
- An-24R - modello militare per la radiolocazione e il radiocontrollo.

### An-24RV

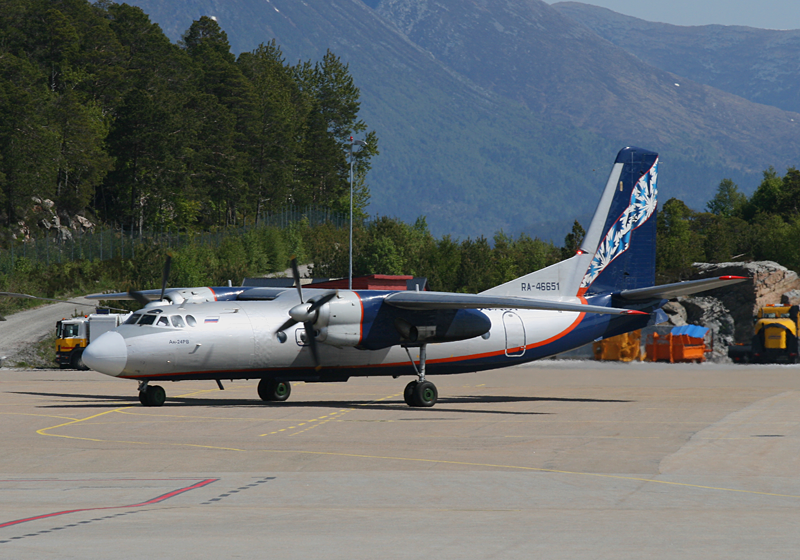
Antonov An-24RV della russa Aeroflot-Nord

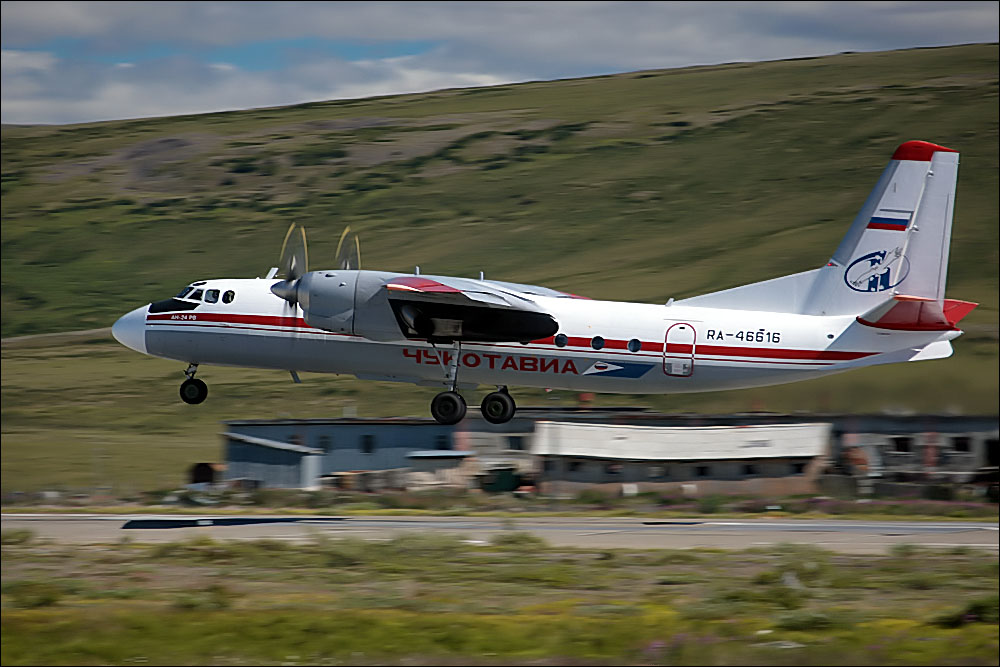
Antonov An-24RV della russa Čukotavia

- An-24RV - quarta variante dell'An-24 con un turboacceleratore RU19A-300 (in russo: РУ19А-300).
- An-24RR - modello dell'An-24RV per il controllo della radioattività, nel 1967-1968 furono prodotti 4 aerei di questo tipo.
- An-24RT - modello per il trasporto militare dell'An-24RV del 1969-1971, prodotto in 69 esemplari nella Fabbrica di Irkutsk.
- An-24RT/RTR - prototipo di radiotrasmettitore volante.

### An-24T
- An-24T - Antonov An-34 - primo volo il 16 novembre 1965, modello di trasporto militare prodotto in 164 esemplari.
- An-24UŠ (in russo: Ан-24УШ) - An-24T modificato per i voli d'addestramento nel 1970, prodotto in 7 esemplari.
- An-24ŠT (in russo: Ан-24ШТ) - nel 1968 36 aerei furono modificati come centri di comando militare volanti.

### An-26
- An-26 - modello di trasporto sulla base dell'An-24T, prodotto nel 1968-1986 in 1 398 esemplari ed attrezzato con un complesso di sistemi automatizzati per il carico e lo scarico.

### An-30
- An-24FK - Antonov An-30 - modello sviluppato dall'OKB Beriev e prodotto nel periodo 1975-1980 a Kiev in 115 esemplari.

### An-44
- An-44 - progetto di aereo da trasporto con una grande porta per il carico e lo scarico dell'aereo nella parte sinistra della fusoliera.

### An-50
- An-50 - progetto dell'An-24 attrezzato con 4 turboreattori AI-25 (presi dallo Yakovlev Yak-40) sviluppato nel 1972.

### Xian Y-7
- Xian Y-7 - modello di An-24RV prodotto in Cina nel periodo 1984-2000 in 70 esemplari.
- Xian MA60 - Y-7 modernizzato con un complesso d'avionica americano (Honeywell, Becker, Collins)[6] e con propulsori Pratt & Whitney PW-127J. L'aereo è in produzione dal 2000. L'MA-60 civile dispone di 52, 56 e 60 posti a seconda della composizione[7].

## Utilizzatori

### Militari
Afghanistan
- Afghan Republic Air Force

acquisì 6 esemplari nel 1975.
 Algeria

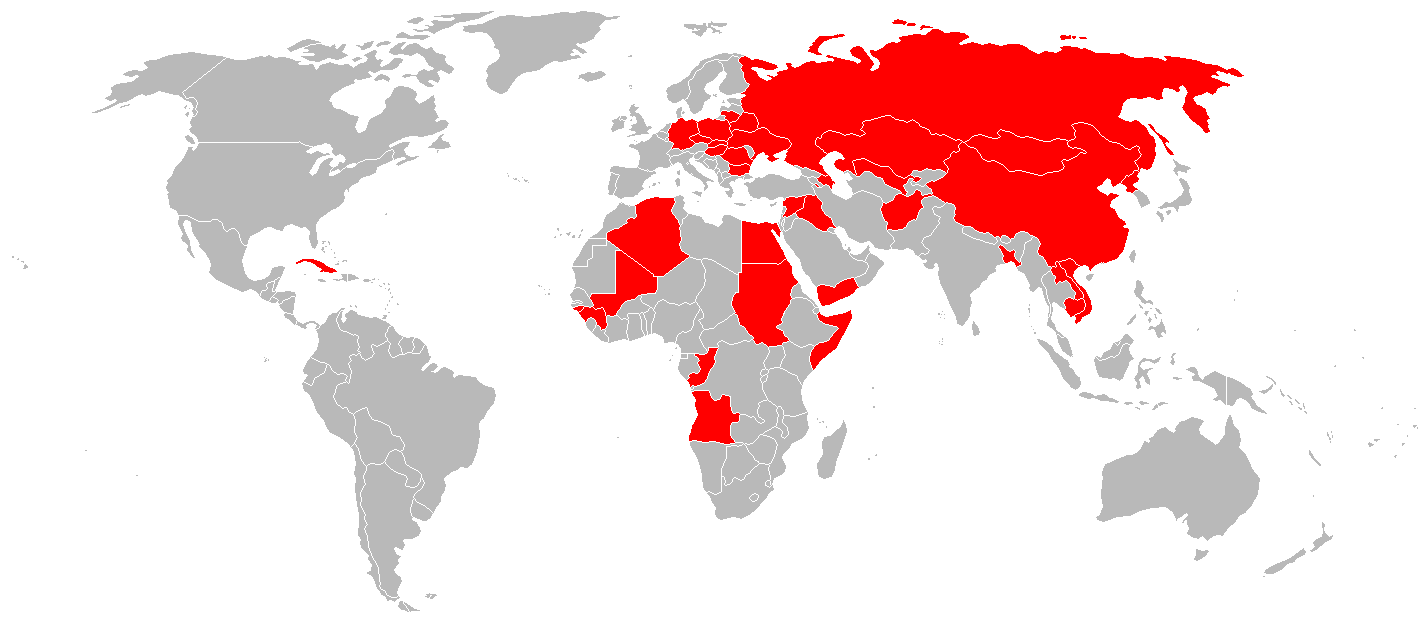
Operatori di An-24.

- Al-Quwwat al-Jawwiyya al-Jaza'iriyya

 Angola
- Força Aérea Popular de Angola y Defesa Aérea y Antiaérea

 Armenia
- Hayastani R'azmao'dayin Owjher

1 esemplare in servizio a novembre 2015.
 Azerbaigian
- Azərbaycan hərbi hava qüvvələri

 Bangladesh
- Bangladesh Biman Bahini

tutti ritirati.
 Bielorussia
- Voenno-vozdušnye sily i vojska protivovozdušnoj oborony

1 An-24 ex sovietici ricevuti nel 1992, ma non più operativo.
 Bulgaria
- Bălgarski Voennovăzdušni sili

 Cambogia
- Toap Akas Khemarak Phoumin

3 An-24RV consegnati, 2 in servizio al settembre 2017.
 Cina
- Zhongguo Renmin Jiefangjun Kongjun

come Y-7.
- Zhōngguó Rénmín Jiěfàngjūn Hǎijūn

 Rep. del Congo
- Armée de l'Air du Congo

 Corea del Nord
- Chosŏn Inmin Kun Konggun

10 An-24RV consegnati, 6 in servizio al novembre 2018.
 Cuba
- Defensa Anti-Aérea y Fuerza Aérea Revolucionaria

20 An-24 consegnati, 4 in servizio all'aprile 2019.
 Cecoslovacchia
- Češkoslovenske Vojenske Letectvo

(prima del 2005)
 Germania Est
- Luftstreitkräfte und Luftverteidigung der Deutschen Demokratischen Republik

 Egitto
- Al-Quwwat al-Jawwiya al-Misriyya

 Georgia
- Sak'art'velos samxedro-sahaero dzalebi

 Guinea
- Force Aérienne de Guinée

 Guinea-Bissau
- Força Aérea da Guiné-Bissau

 Iran
- Niru-ye Havayi-ye Shahanshahiy-e Iran

 Iraq
- Al-Quwwat al-Jawwiyya al-'Iraqiyya

 Kazakistan
- Sil Vozdushnoy Oborony Respubliki Kazakhstan

 Laos
- Lao People's Liberation Army Air Force

 Mali
- Force aérienne de la République du Mali

 Mongolia
- Agaaryn Dovtolgoonoos Khamgaalakh Tsergiyn Komandlal

3 An-24V consegnati, forse uno ancora in servizio al marzo 2023.
 Polonia
- Wojska Obrony Powietrznej Kraju

 Romania
- Forţele Aeriene ale Republicii Socialiste Română

l'ultimo esemplare ritirato dal servizio nel 2007.
 Russia
- Voenno-vozdušnye sily Rossijskoj Federacii

ritirati dal servizio operativo negli anni novanta.
 Siria
- Al-Quwwat al-Jawwiyya al-'Arabiyya al-Suriyya

 Slovacchia
- Vzdušné sily Slovenskej republiky

l'ultimo esemplare ritirato nel 2006.
 Somalia
- Somali Air Force

 Sudan
- Al-Quwwat al-Jawwiyya al-Sudaniyya

 Ucraina
- Viys'kovo-Povitriani Syly Ukrayiny

 Ungheria
- Magyar Néphadsereg légiereje

 Unione Sovietica
- Sovetskie Voenno-vozdušnye sily
- Aviacija Voenno-Morskogo Flota

 Uzbekistan
- Uzbek Air and Air Defense Force

 Vietnam
- Không Quân Nhân Dân Việt Nam

 Yemen
- Al-Quwwat al-Jawwiyya al-Yamaniyya

### Civili
I principali operatori di alcune delle 448 compagnie aeree che risultavano avere gli An-24 ancora in servizio all'agosto 2006 includono: 
- Air Koryo (8),
- Air Urga (10),
- Angara Airlines (7),
- ARP 410 Airlines (10),
- China Southern Airlines (11),
- Cubana de Aviación (2),
- Katekavia (12),
- Kirov Air Enterprise (4),
- Novosibirsk Air Enterprise (9),
- Polar Airlines (4),
- Air Company Scat (20),
- Turkmenistan Airlines (22),
- Ukraine National Airlines (12),
- UTair (17),
- Uzbekistan Airways (11),
- Jakutavia (17).

Altre 112 compagnie aeree operano con un solo esemplare di An-24.
I principali operatori che hanno utilizzati gli An-24 sono:
- Aeroflot,
- Aerosvit,
- Air Astana,
- Air Guinee,
- Air Mali,
- Ariana Afghan Airlines,
- Balkan Bulgarian,
- CAAC,
- Egyptair,
- Interflug,
- Iraqi Airways,
- Lebanese Air Transport,
- Lina Congo,
- Polskie Linie Lotnicze LOT,
- Mosphil Aero,
- Pan African Air Service,
- Kyrgyzstan,
- President Airlines,
- PMTAir,
- Royal Khmer Airlines,
- Tarom,
- Lionair.

## Incidenti
Dal 1959, su 1 367 esemplari di Antonov An-24 prodotti, 139 sono stati coinvolti in incidenti di varia gravità con 1815 vittime dovute a cause tecniche.

### Incidenti negli anni novanta
- 26 dicembre 1993 - almeno 35 vittime a seguito della caduta di un An-24 nell'Armenia occidentale[15].
- 13 dicembre 1995 - Disastro aereo di Verona - pochi secondi dopo il decollo del volo Banat Air 165 dall'Aeroporto di Verona, a causa di una combinazione di errori umani e delle cattive condizioni atmosferiche, il velivolo precipitò provocando la morte di tutti gli occupanti.[16].
- 18 marzo 1997 - 50 passeggeri ed equipaggio di un volo charter in Turchia morirono in seguito alla caduta del velicolo, causata dalla rottura ad alta quota dello stabilizzatore verticale dell'An-24[15].

### Incidenti dal 2000
- 16 marzo 2005 - un Antonov An-24 della russa Region-Avia, che stava effettuando il volo di linea Ufa - Perm' - Usinsk - Varadej, si schiantò a terra in fase di atterraggio provocando 28 morti e 24 feriti[17].
- 25 giugno 2007 - 22 vittime nel disastro di un An-24 della cambogiana PMTAir[18][19].
- 17 maggio 2010 - Un esemplare del 1972 della compagnia aerea afgana Pamir Airways, in servizio interno da Konduz a Kabul, Afghanistan, è precipitato con i suoi 48 passeggeri[20][21].
- 3 agosto 2010 - Un An-24 (RA-46524) della russa Katekavia, che stava effettuando il volo di linea KTK 9357 Krasnojarsk - Igarka, si schiantò a terra con 11 passeggeri e 4 membri d'equipaggio in fase d'atterraggio all'aeroporto di destinazione alle 01:30 (ora locale). 3 membri d'equipaggio e un passeggero sono sopravvissuti all'incidente.[22]

## Aerei simili
- Antonov An-140
- ATR 72
- Bombardier Q Series
- Dornier Do 328
- Fokker F27 e F50
- Hawker Siddeley HS 748
- Ilyushin Il-114
- Saab 2000 e 340

## Galleria d'immagini

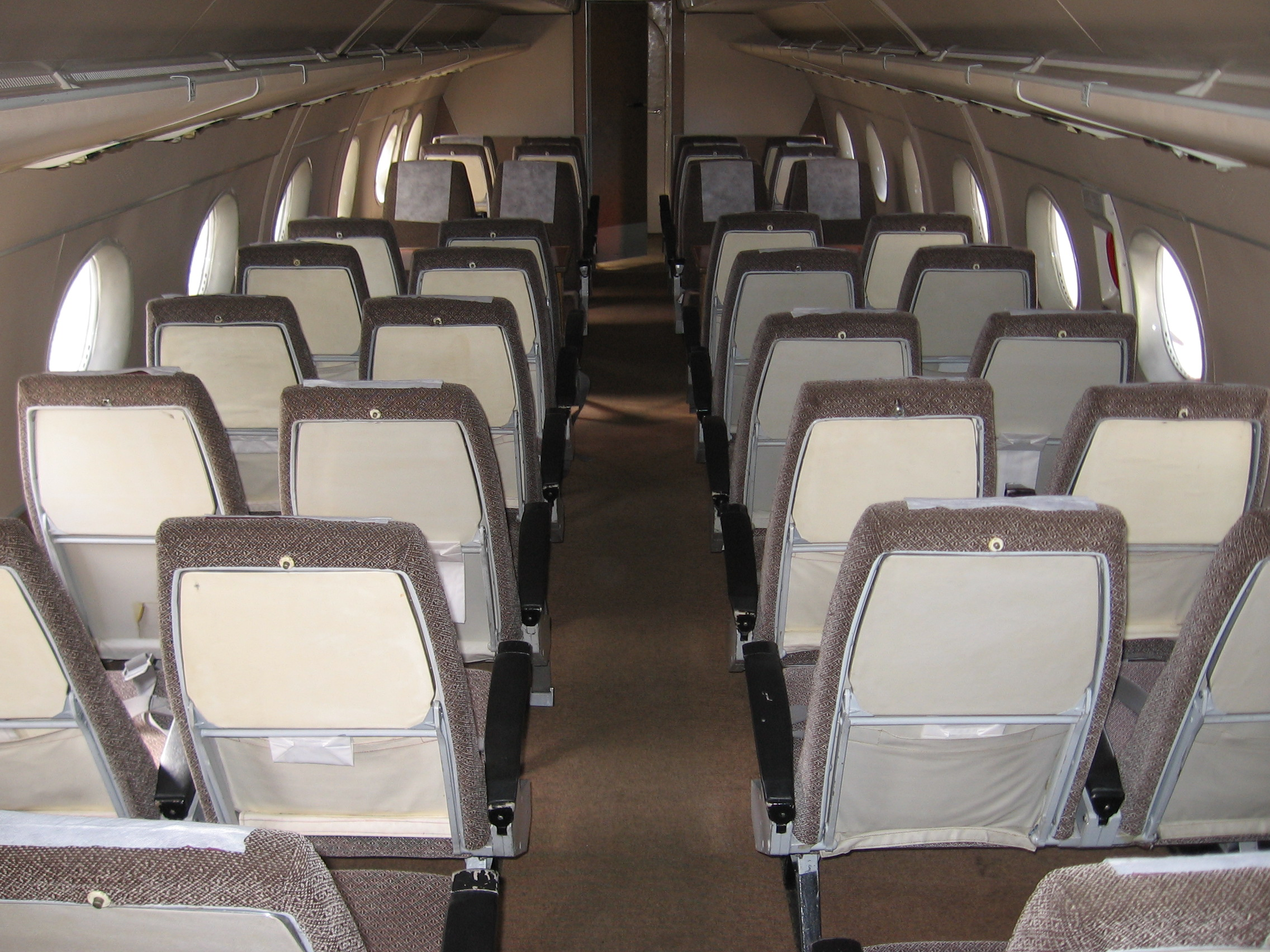
La classe economica di un An-24
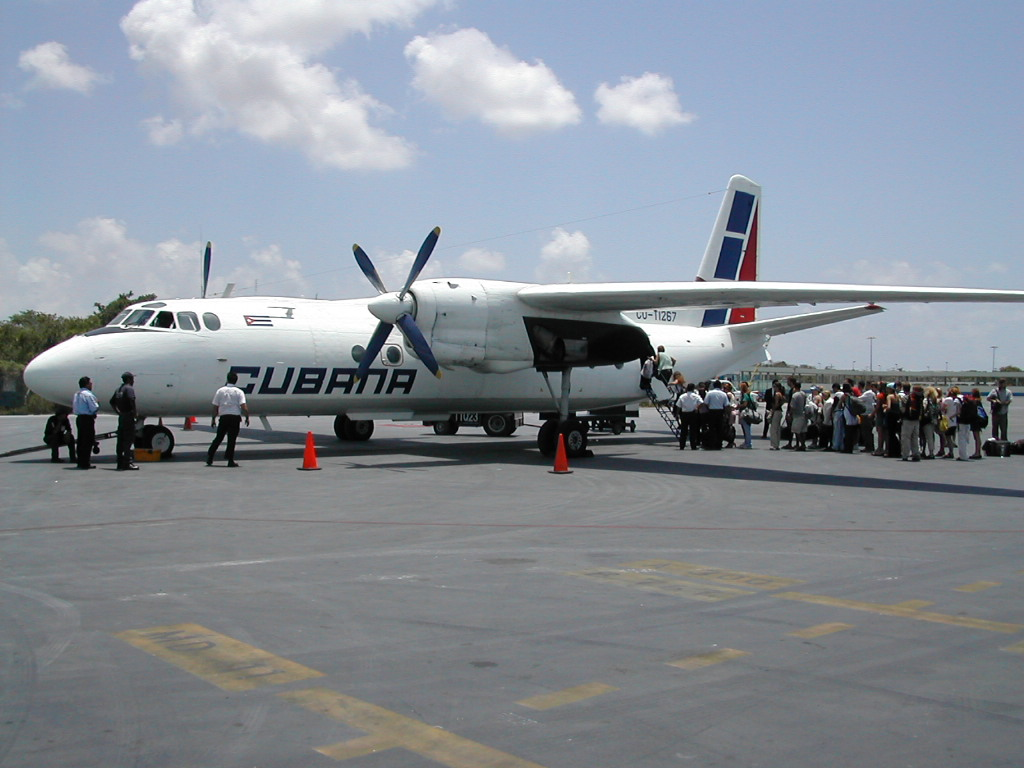
L'An-24 marche CU-T1267 della compagnia aerea Cubana de Aviación all'Aeroporto Internazionale di Cancún nell'ottobre 2007.
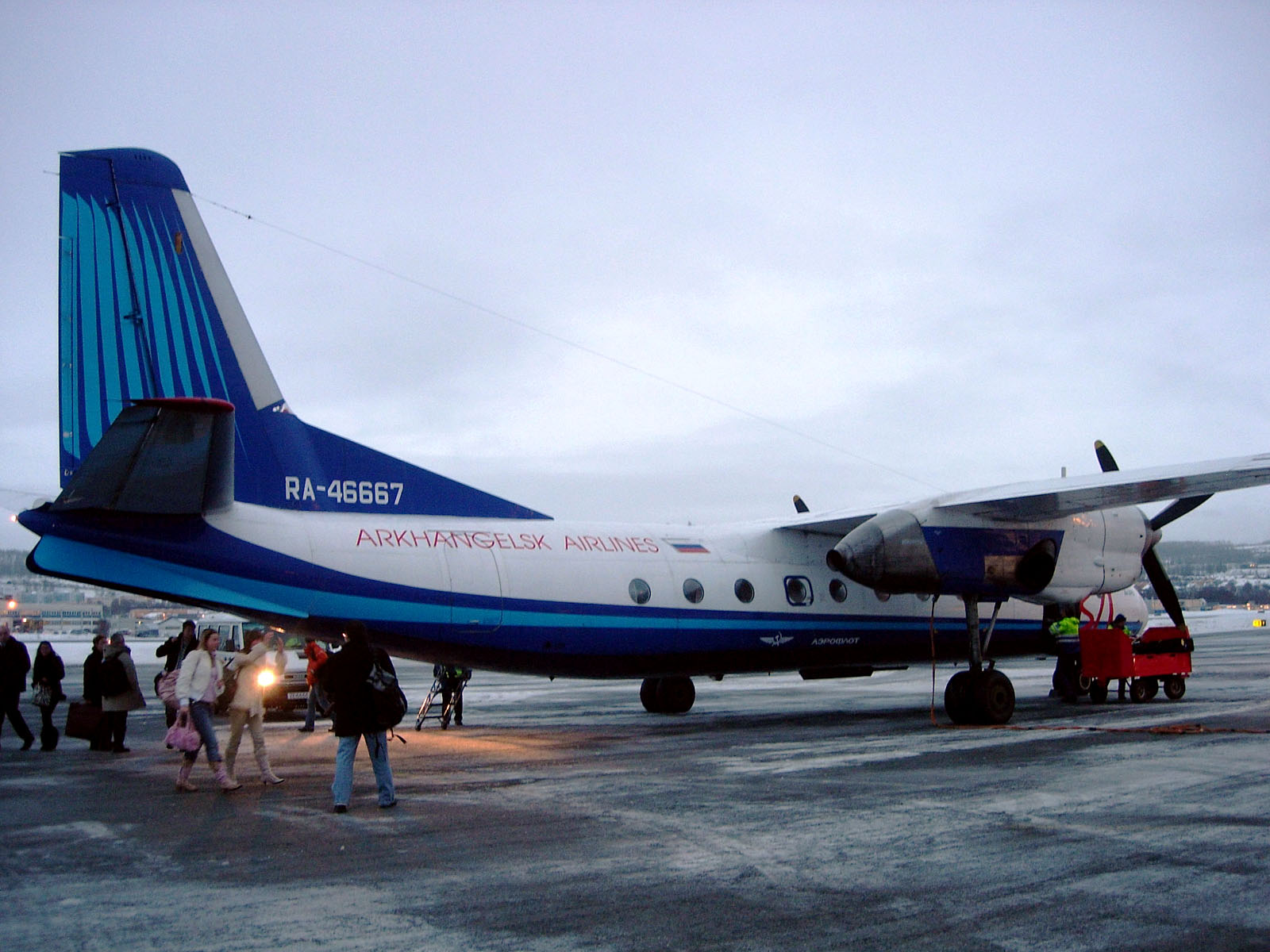
An-24 dell'Aeroflot-Nord